# Station Nomain-Ouvignies
Station Nomain-Ouvignies (Frans: Gare de Nomain-Ouvignies) is een spoorwegstation in Nomain-Ouvignies. Het station is gelegen aan de Franse spoorlijn Somain - Halluin. Vroeger liepen vanaf hier ook de spoorlijn Pont-de-la-Deûle - Bachy-Mouchin.